# EATWOT
EATWOT ist die Abkürzung für Ecumenical Association of Third World Theologians – etwa: „Ökumenische Vereinigung von Theologinnen und Theologen der Dritten Welt“.

## Gründung und Struktur
Oscar Bimwenyi-Kweshi aus der Demokratischen Republik Kongo war eine der Schlüsselfiguren bei der Gründung von EATWOT. Während seiner Studienzeit an der Universität Leiden besuchte Bimwenyi im Dezember 1974 die Generalversammlung der Sisters of the Immaculate Heart of Mary (Schwestern vom Unbefleckten Herzen Mariens) in Indien und erörterte die Notwendigkeit eines Netzwerks von Theologen, um die dringenden Nöte hinsichtlich der Armut und Unterdrückung in der dritten Welt zu lösen.
Dann im August 1976 wurde die Vereinigung, während des Kongresses „Statement of the Ecumenical Dialogue of Third World Theologians: Dar es Salaam, Tanzania August, 5-12, 1976“ in Daressalam in Tansania, gegründet. Sie umfasst heute Theologinnen und Theologen aus verschiedenen christlichen Kirchen und Konfessionen, sowie aus allen Teilen der Welt, besonders aus Afrika, Asien und Lateinamerika. In diesen drei Kontinenten existieren Regionalgruppen von EATWOT, zudem gibt es eine Regionalgruppe der ethnischen Minderheiten in Nordamerika.
Der erste Präsident stammte aus Indien Joshua Russell Chandran (1918–2000), ein Amt, das er bis zum Jahre 1981 innehatte.

## Ziele
EATWOT ist befreiungstheologisch orientiert, das bedeutet, dass die Mitglieder der Vereinigung darauf hinarbeiten, dass ihre Theologie Lösungen bietet für die wirtschaftliche, soziale, politische und kulturelle Situation der Menschen, in deren Ländern sie leben.
Ziele der Vereinigung sind der bessere Austausch zwischen Theologinnen und Theologen des Südens, Vertiefung der theologischen Arbeiten auf allen Kontinenten und der Dialog mit den konkreten Lebenswirklichkeiten der Menschen in den verschiedenen Regionen der Welt. Zu diesem Zweck werden regionale und globale Versammlungen, Konferenzen und Seminare organisiert sowie Publikationen und Übersetzungen ermöglicht.